# Свен Крамер
Свен Крамер (на нидерландски: Sven Kramer) е нидерландски състезател по бързо пързаляне с кънки.
Той е олимпийски шампион от Ванкувър 2010 и Сочи 2014 и 13-кратен световен шампион.